# Ken Kesey
Kenneth Elton "Ken" Kesey (Ja Junta, Colorado, 1935. szeptember 17. – Eugene, Oregon, 2001. november 10.) amerikai író. Leghíresebb regénye a Száll a kakukk fészkére.

## Élete
1935-ben született Coloradóban, majd Oregon államban nőtt fel, ahol szüleinek jól menő tejgazdasága volt. Az Oregoni Egyetemen újságírást hallgatott. Itt ismerte meg Faye Haxbyt, akivel huszonkét évesen házasodtak össze. A házasságukból három gyerek született: Shannon, Zane és Jed.
Egy ösztöndíjat elnyerve a Stanford Egyetemen kreatív írást tanult, de a tanárai ekkor még nem tartották kiemelkedőnek a teljesítményét, inkább csak saját szórakozására írogatott.
Az anyagi problémák miatt 1959-ben a CIA által támogatott gyógyszerkísérletekben vett részt.
Na, ilyenkor kezdi el az ember azt érezni, hogy Isten létezik. Amikor a CIA elkezd drogot osztani neked.
Többek között az LSD, a kokain, és a meszkalin hallucinogén hatását vizsgálták az önkénteseken, később az intézet elmeosztályán is dolgozott betegfelvigyázóként. Ez a két esemény meghatározónak bizonyult az életében, mert hatására még abban az évben elkezdett írni egy regényt, ami egy elmegyógyintézetben játszódik. Az 1962-ben megjelent Száll a kakukk fészkére összefoglalja mindazt, amit a kiszolgáltatottságról, emberségről és embertelenségről megtanult ezekben az időkben.
1965-ben marihuána birtoklása miatt letartóztatták. Először öngyilkosságot tettetett, és Mexikóba menekült. Később, amikor újra a hazája földjére lépett, akkor letartóztatták és öt hónapot börtönben töltött. 1967 novemberében szabadult.
Ezt követően egy ideig újságíróként dolgozott, majd a családjával letelepedett egy oregoni farmon, ahol apja mesterségét folytatta; tejgazdaságot üzemeltetett.
Írt még néhány könyvet, de ezek színvonala meg sem közelítette első regényét. 1990-ben meghívták az Oregoni Egyetemre írást tanítani, de ekkor már sokat betegeskedett: cukorbetegség kínozta, s májproblémái is voltak.
2001-ben, hatvanhat évesen májrákban hunyt el.

## Művei

### Angol nyelven
- One Flew Over the Cuckoo’s Nest (1962, regény)
- Genesis West: Volume Five (1963)
- Sometimes a Great Notion (1964, regény)
- Kesey’s Garage Sale (1973, tanulmányok)
- Demon Box (1986, esszék, novellák)
- Caverns (1989, regény)
- The Further Inquiry (1990)
- Sailor Song (1992, regény)
- Last Go Round (1994, szerzőtárs: Ken Babbs)
- Twister (1994)
- Kesey’s Jail Journal (2003, tanulmányok)

### Magyarul
- Száll a kakukk fészkére (One Flew Over the Cuckoo’s Nest); ford. Bartos Tibor, utószó Sarbu Aladár; Európa Könyvkiadó, Bp., 1972 (Modern könyvtár)
- Hajósének (Sailor Song); ford. Káldos Zsolt, versford. Nyilasi Emese; Merhavia, Budapest, 1993, ISBN 9637587209
- Olykor egy nagy ötlet (Sometimes a Great Notion); ford. Kőrös László; Cartaphilus, Budapest, 2008, ISBN 9789637448256